# Stella Polare (goletta)
Baleniera e nave da esplorazione polare, con il nome di Stella Polare, ha accompagnato la spedizione di Luigi Amedeo di Savoia, Duca degli Abruzzi nell'esplorazione del Polo nord fra il 1899 e il 1900. La spedizione il mezzogiorno del 25 aprile 1900 raggiunse la latitudine Nord di 86° 33′ 49″ il punto più avanzato toccato fino in quel momento, a soli 380 km dal Polo Nord.

## Varo e utilizzo come naveJason
La nave fu varata nel 1881 a Sandefjord (Norvegia), nei cantiere navale Framnæs Skibsværft, lo stesso in cui venne successivamente costruita la nave di esplorazione polare Endurance. Alla nave fu dato il nome Jason.
Il suo primo proprietario, Christen Christensen, un commerciante e armatore norvegese, fondatore della società A/S Oceania, adibì la Jason a nave baleniera per la caccia alle foche nel Mare Artico. Inizialmente armata a brigantino a palo, era lunga mt. 48,50 larga mt.8,75 alta mt.9,00 circa con un pescaggio dai 5 ai 5,5 metri, aveva una portata di 600 tonnellate e una macchina da 60 HP nominali, che poteva imprimere alla nave una velocità di 6-7 nodi
Nel 1888 Fridtjof Nansen usò la Jason nel tentare il primo attraversamento sugli sci della Groenlandia.
La nave nel periodo dal 1892 al 1894, sotto il comando di Carl Anton Larsen, venne impiegata nella ricerca delle balene nel Sud Atlantico, toccando la posizione più meridionale fin allora raggiunta (latitudine 68°10'S) e raggiungendo luoghi mai allora esplorati (alcuni dei quali tuttora ricordano il nome della nave nel toponimo).

## Utilizzo come naveStella Polare

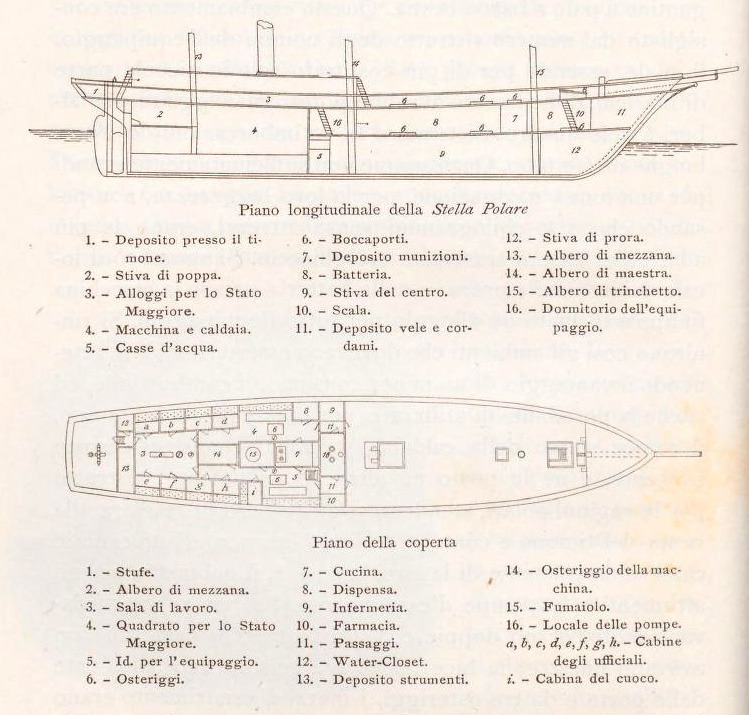
Schema della nave Stella Polare

Nel gennaio 1899 la nave venne acquistata da Luigi Amedeo di Savoia per utilizzarla nella spedizione scientifica di esplorazione del Polo Artico. Venne pertanto iscritta fra il naviglio mercantile italiano ed in tale occasione il nome venne cambiato in Stella Polare, ritenuto di buon auspicio.
La nave venne portata nel cantiere di Colin Archer a Laurvik, dove fu sottoposta a significative modifiche allo scafo, alle albertaure e agli alloggi allo scopo di adattarla alle esigenze della spedizione. Lo scafo in legno venne rinforzato con elementi metallici, gli interni vennero adattati (si riunirono gli alloggi dell’equipaggio presso la caldaia della macchina per poterne meglio sfruttarne il calore, si realizzarono le gabbie per i cani da slitta) e l’alberatura fu trasformata a nave goletta, al fine di consentire di governarla anche con un equipaggio ridotto.
Per pompare fuoribordo l’acqua imbarcata in sentina, oltre alle pompe a mano, fu installata in coperta, una pompa a vento, già usata da Nansen sulla Fram e da lui vivamente raccomandata al duca degli Abruzzi per la Stella Polare.

### Spedizione polare (1899-1900)

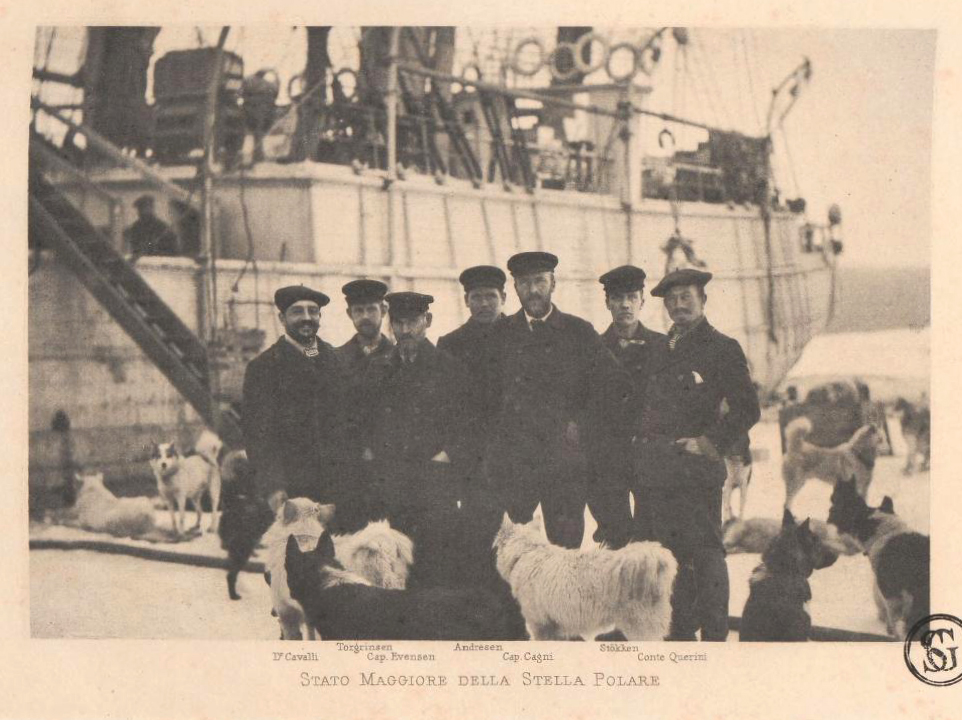
Lo Stato Maggiore della nave "Stella Polare" durante la spedizione all'Artico

La spedizione partì da Cristiania (l'attuale Oslo) il 12 settembre 1899. A bordo della Stella Polare i componenti della spedizione erano venti, undici italiani e nove norvegesi. Gli italiani erano: Luigi Amedeo di Savoia, tenente di vascello della Regia Marina di 26 anni, comandante della spedizione; il capitano di corvetta Umberto Cagni (36 anni di Asti) e il suo vice il tenente di vascello Francesco Querini (31 anni di Venezia); il medico di Ia classe Pietro Achille Cavalli Molinelli, addetto scientifico della spedizione (33 anni di Sale, Alessandria); le guide alpine Giuseppe Petigax, Alessio Fenoillet, Cipriano Savoie e Felice Ollier; il secondo nostromo Giacomo Cardenti; il marinaio di II classe Simone Canepa ed infine il cuoco Igino Gini.
Capitano della nave era invece Carl Julius Evensen, norvegese come la restante parte dell'equipaggio: Harry Alfred Stökken, primo macchinista; Anton Torgrinsen, secondo macchinista; Andreas Andresen,  primo nostromo; Christian Andresen, cuoco; Ditman Olanssen, carpentiere; Johan Johansen, fuochista; Ascel Andresen, fuochista; Carl Christ. Hansen, velaio; Oll Johannesen, secondo cuoco.

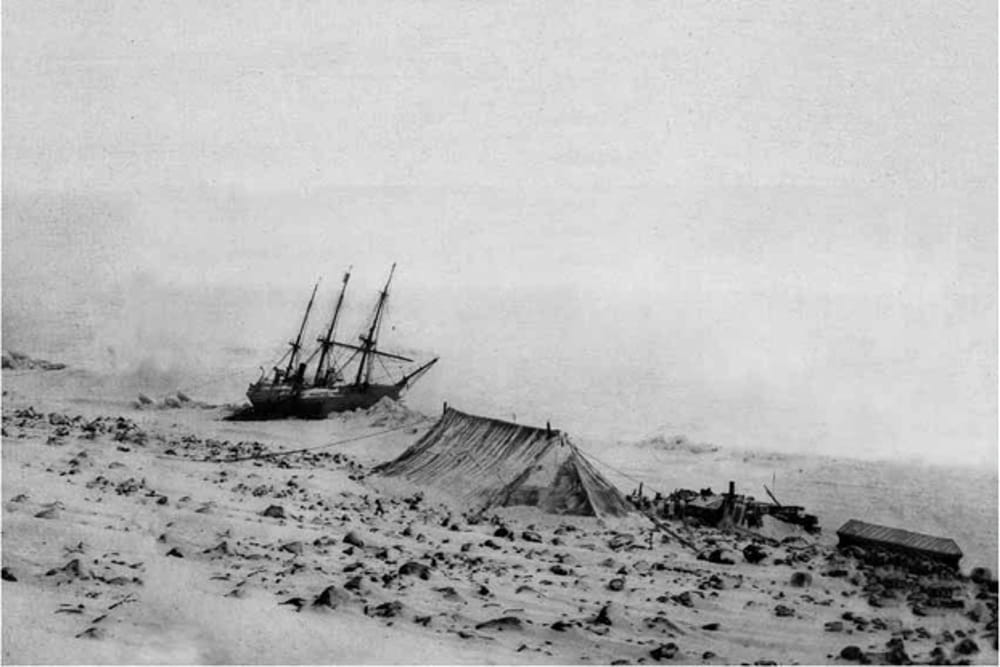
La Stella Polare stretta dai ghiacci artici nella baia di Teplitz ed il campo base

Scopo della spedizione era quello di portarsi con la Stella Polare nel punto più settentrionale che fosse possibile raggiungere via mare, per poi proseguire sul pack con le slitte trainate da cani (all'epoca non era ancora chiaro se l'Artide fosse solo un mare ghiacciato o se vi fossero anche delle terre emerse). Purtroppo nella baia di Teplitz dell'isola del Principe Rodolfo (Terra di Francesco Giuseppe) la nave rimase incagliata nel ghiaccio, subendo seri danni allo scafo e rimanendo inclinata su di un lato (rendendo impossibile la vita a bordo). Pertanto il campo base fu stabilito sul pack. Qui avrebbero passato l’inverno per tentare l'avvicinamento al polo in primavera.
L’inverno particolarmente rigido portò a Luigi Amedeo di Savoia il congelamento e la conseguente amputazione di due falangi. Visto che al momento di iniziare la marcia verso il polo il Duca era ancora convalescente e che in quelle condizioni sarebbe potuto essere d’intralcio ai compagni, questi preferì rimanere con gli altri al campo base e passò il comando della marcia a Umberto Cagni. L'11 marzo 1900 iniziò la marcia verso il polo: sotto il comando di Cagni, gli uomini vennero divisi in tre gruppi comandati da Querini, da Cavalli Molinelli e dallo stesso Cagni: i primi due gruppi sarebbero stati di sostegno al terzo che avrebbe provato ad andare più avanti, ma dopo alcuni giorni di crescenti difficoltà, i gruppi di supporto vennero fatti ritornare alla base (il gruppo composto da Querini, Ollier e Stokken andò disperso e non rientrò mai alla base). Il terzo gruppo, invece, formato dal comandante Cagni, il marinaio Canepa e le guide valdostane Petigax e Fenoillet, con viveri per tre mesi, il 25 aprile, tra mille difficoltà, raggiunse gli 86° e 34' di latitudine nord, superando il record di Fridtjof Nansen di 21', arrivando a soli 381 km dal Polo Nord.
Date le difficoltà incontrate, con strumenti rudimentali per orientarsi e amputazioni per congelamento, il gruppo di Cagni preferì non avventurarsi ulteriormente verso il Polo, ma di tornare indietro. Dopo dieci giorni di marcia estenuante, durante la quale furono costretti ad abbandonare quasi tutto l'equipaggiamento sui lastroni di ghiaccio che per lo scongelamento del pack avevano cominciato ad andare alla deriva allontanando il gruppo, riuscirono finalmente a raggiungere il 23 giugno 1900 il campo base, dopo aver percorso 1400 chilometri in 104 giorni.
La Stella Polare, dopo essere stata disincagliata dal ghiaccio e riparata, lasciò la baia di Teplitz il 15 agosto diretta in Norvegia dove arrivò ad Oslo l'11 settembre.
Il piroscafo Stella Polare venne donato alla Regia Marina che il 18 novembre 1900 lo armò, affidandone il comando al tenente di vascello Roberto Lubelli prima di concluderne la gloriosa navigazione ritornando a La Spezia il 26 gennaio 1901.
A parte il primato geografico raggiunto, poté fare rientro in Italia con una ricca serie di osservazioni e dati scientifici, circa lo studio della meteorologia e delle maree, la misura dell'accelerazione di gravità e del magnetismo, oltre a raccolte di mineralogia e di botanica polare. In Patria nel frattempo era scoppiato l'interesse dell'opinione pubblica per il successo della spedizione.

### Nave militare italiana e cessione al comune di Roma
L'11 aprile 1911 il ministero della Marina ha ceduto a titolo gratuito al Comune di Roma la nave Stella Polare da adibire a sede di ricreatorio ed educatorio per l’addestramento dei giovani alla vita e agli esercizi marinareschi. Al momento della consegna nel porto di Civitavecchia ai delegati del Comune la nave fu radiata dal quadro del naviglio dello Stato. La nave fu mantenuta per un po' di tempo fra il porto di Fiumicino ed il porto di Ripa Grande lungo il Tevere. Messa in disarmo nell’arsenale di La Spezia (dove era giunta nell'agosto 1922, trainata dalla vedetta Ammiraglio Sechi), la nave fu distrutta da un incendio. La sezione prodiera, conservata nel Museo navale della Spezia, fu distrutta durante la seconda guerra mondiale, come pure tutta la documentazione della nave.

## Reperti della nave
Dopo l'incendio che distrusse la nave ed il bombardamento dell'Arsenale della Spezia, dove erano conservati alcuni cimeli, ben poco è rimasto. Nel rinato Museo tecnico navale di La Spezia, infatti, sono attualmente visibili un modellino della nave e numerosi attrezzi di bordo.
La prua è stata trasferita in esposizione al Museo della Scienza e della Tecnologia di Milano. Altri reperti della spedizione sono conservati nel Museo nazionale della montagna di Torino intitolato al Duca. Altri, rinvenuti nei luoghi della spedizione polare, sono custoditi presso il Museo polare etnografico Silvio Zavatti di Fermo.

## Nella cultura di massa
Giovanni Pascoli dedicò due inni all'impresa polare: A Umberto Cagni e Al Duca degli Abruzzi e ai suoi compagni. Gabriele D'Annunzio dedicò la poesia Canzone a Umberto Cagni. Emilio Salgari pubblicò un libro illustrato dal titolo Notizie sul viaggio della Stella Polare. Nel 1901 Vittorio Calcina realizzò il film La nave Stella Polare del Duca degli Abruzzi dedicato all'impresa.
Allo yacht da regata della Marina Militare, impiegato come nave scuola per l'addestramento velico degli Allievi dell'Accademia Navale di Livorno, è stato dato il nome 'Stella Polare' in onore di questa nave.

## Uomini imbarcati
- Christen Christensen
- Fridtjof Nansen
- Carl Anton Larsen
- Roberto Lubelli di Serrano
- Luigi Amedeo di Savoia-Aosta
- Umberto Cagni di Bu Meliana
- Francesco Querini
- Carl Julius Evensen